# جامعة الشاذلي بن جديد -الطارف
جامعة الشاذلي بن جديد، هي جامعة بولاية الطارف الجزائرية. تأسست عام 1992. يقع المقر الرئيسي للجامعة في بلدية الطارف عاصمة مقاطعة الطارف. الجامعة معترف بها رسميًا من قبل وزارة التربية الوطنية الجزائرية وتضم ست كليات منها الحقوق والاقتصاد وغيرها.